# Museo Arqueológico de Sición
El Museo Arqueológico de Sición es un museo de Grecia ubicado en el pueblo de Sikyona (antes llamado Vasilikó), perteneciente a la región de Corintia. Fue creado en 1935.
La colección, ubicada en un sector de las termas romanas de Sición, contiene una serie de piezas arqueológicas de las antiguas ciudades de Sición, Estínfalo, Pelene y de la cueva de Pitsos, así como de áreas circundantes, de periodos comprendidos entre la época micénica y los primitivos cristianos. Entre las más destacadas se encuentran los jarrones micénicos procedentes de Xilókastro, una estatua de Artemisa y un busto de Apolo. Hay también objetos de cerámica de la antigua Sición, figurillas, inscripciones, suelos de mosaico y esculturas paleocristianas y bizantinas.
|                                                                                    |
| Estatua de Artemisa de época romana, copia de un original del periodo helenístico. |

|                  |
| Patio del museo. |

|                                  |
| Mosaico que representa un grifo. |

|                     |
| Capitel de columna. |